# Вейвот (божество)
Вейвот (англ. Weywot) — божество из пантеона индейцев тонгва.

## Мифы
В мифологии народа тонгва существуют два различных мифа, описывающих роль Вейвота в мироздании. Согласно первому, «Великое Существо» Квавар (Quaoar), не имеющий пола, своим пением вызвал к жизни Семерых Великанов, первым из которых был Вейвот («Отец-Небо»), вместе с которым своими песнями и плясками создал богиню Чехуит (Chehooit, «Мать-Земля»), а затем совместными усилиями — весь сущий мир.
Согласно второму мифу, Вейвот сам является Небесным Отцом-Создателем, сотворивший за шесть дней шесть огромных черепах, которые превратились в сушу посреди океана. Эта легенда объясняет природу землетрясений и откуда взялись деревья и земля, но обходит стороной сотворение человека.

## В астрономии
Имя Вейвота было присвоено спутнику транснептунового объекта под названием Квавар. Это название было официально опубликовано 4 октября 2009 года в Циркуляре малых планет № 67220.